# Melanie
Melanie je žensko osebno ime.

## Izvor imena
Ime Melanie je različica ženskega osebnega imena Melanija.

## Pogostost imena
Po podatkih Statističnega urada Republike Slovenije je bilo na dan 31. decembra 2007 v Sloveniji število ženskih oseb z imenom Melanie: 124.

## Osebni praznik
Osebe z imenom Melanie lahko godujejo takrat kot osebe z imenom Malanija.